# Tituly a vyznamenání Norodoma Sihanuka

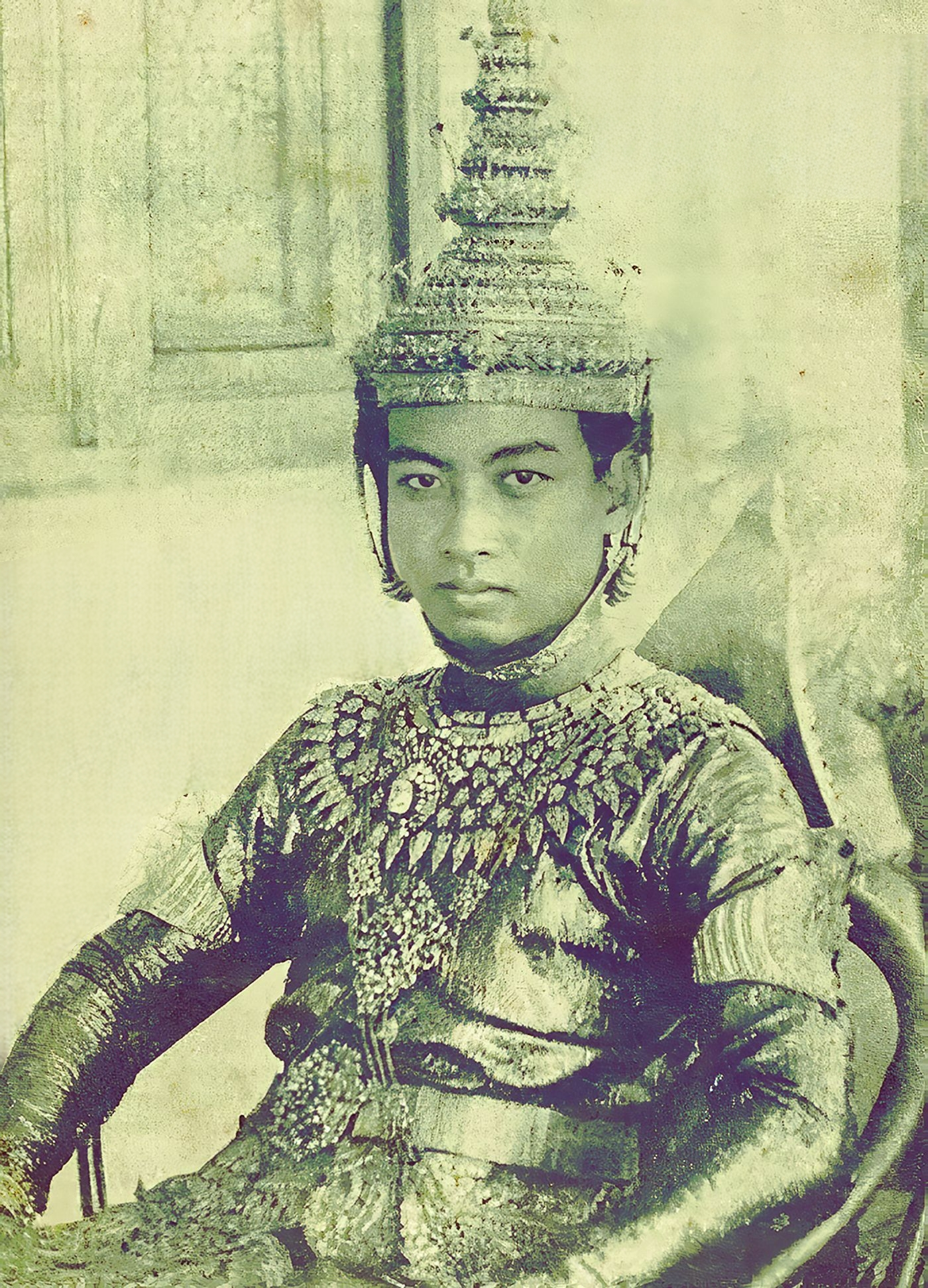
Norodom Sihanuk během své korunovace v roce 1941

Kambodžský politik a kambodžský král Norodom Sihanuk obdržel během svého života řadu národních i zahraničních vyznamenání. Během své vlády byl také velmistrem kambodžských řádů.

## Tituly
Norodom Sihanuk byl držitelem mnoha oficiálních i neoficiálních titulů. Podle Guinnessovy knihy rekordů byl Norodom Sihanuk vládcem, který zastával nejvíce různých státních a politických úřadů. Když se roku 1941 stal kambodžským králem, získal oficiální titul Jeho Veličenstvo král Norodom Sihanuk (kambodžsky: ព្រះបាទសម្តេចព្រះ នរោត្តម សីហនុ វរ្ម័ន), který používal do roku 1955 a opětovně po svém návratu na trůn mezi lety 1993 a 2004. Po své abdikaci v roce 1955 se vrátil k titulu princ. Po své druhé abdikaci v roce 2004 se stal známým jako král otec Kambodže s oficiálním titulem (kambodžsky: ព្រះករុណាព្រះបាទសម្តេចព្រះ នរោត្តម សីហនុ ព្រះមហាវីរក្សត្រ). Dalšími jeho tituly byly: Jeho Veličenstvo král Norodom Sihanuk, Veliký hrdinný král, král otec nezávislosti Khmérů, územní integrity a národní jednoty (kambodžsky: ព្រះករុណា ព្រះបាទសម្ដេចព្រះ នរោត្តម សីហនុ ព្រះមហាវីរក្សត្រ ព្រះវររាជបិតាឯករាជ្យ បូរណភាពទឹកដី និងឯកភាពជាតិខ្មែរ). Ve stejnou dobu byl vydán královský dekret vyžadující, aby byl oslovován jako „dědeček”  (kambodžsky: សម្ដេចតា) respektive „pradědeček”  (kambodžsky: សម្ដេចតាទួត). Po jeho smrti v říjnu 2012 mu byl jeho synem udělen posmrtný titul Král ležící v diamantové urně (kambodžsky: ព្រះករុណាព្រះនរោត្តម សីហនុ ព្រះបរមរតនកោដ្ឋ).

## Vyznamenání

### Kambodžské řády
Během své vlády byl Norodom Sihanuk velmistrem kambodžských řádů:
- Královský řád Kambodže
- Královský řád Monisaraphon
- Královský řád Sahametrei
- Řád za zásluhy v zemědělství
- Řád královny

### Zahraniční vyznamenání
- Brunej
  -  Královský rodinný řád koruny Bruneje – 1955
- Československo
  -  Řád Bílého lva za vítězství I. třídy – 1955
- Egypt
  -  velkostuha Řádu Nilu – 9. listopadu 1959
- Etiopské císařství
  -  řetěz Řádu královny ze Sáby – 4. května 1968
- Filipíny
  -  řetěz Řádu Sikatuna – 30. ledna 1956[10][11]
- Francie
  -  velkodůstojník Řádu čestné legie – 3. května 1941
  -  velkokříž Řádu čestné legie – 21. října 1941
- Indonésie
  -  Řád hvězdy Indonéské republiky I. třídy – 1. dubna 1968
- Itálie
  -  velkokříž Řádu zásluh o Italskou republiku
- Japonsko
  -  velkostuha Řádu chryzantémy
  -  řetěz Řádu chryzantémy – 2. prosince 1955
- Jižní Korea
  -  Velký řád Mugunghwa – 1955
- Jižní Vietnam
  -  velkokříž Řádu annámského draka – 3. dubna 1942
  -  velkokříž Národního řádu Vietnamu – 1959
- Jugoslávie
  -  Řád jugoslávské hvězdy – 17. ledna 1968
- Laos
  -  velkokříž Řádu milionu slonů a bílého slunečníku
  -  řetěz Řádu milionu slonů a bílého slunečníku – 18. dubna 1963
- Malajsie
  -  čestný člen Řádu říšské koruny – 1963[12]
- Mali
  -  velkokříž Národního řádu Mali – 1973
- Maroko
  -  velkostuha Řádu trůnu
- Myanmar (Barma)
  -  velkokříž Nejslavnějšího řádu pravdy – 15. listopadu 1954
- Niger
  -  velkokříž Řádu za zásluhy – 5. listopadu 1969
- Polsko
  -  velkokříž Řádu znovuzrozeného Polska – 1956
- Rakousko
  -  velká čestná stuha ve zlatě na stuze Čestného odznaku Za zásluhy o Rakouskou republiku – 29. srpna 1956
- Singapur
  -  Řád Temasek I. třídy – 9. dubna 1963[13]
- Sovětský svaz
  -  Řád Suvorova I. třídy – 11. července 1959
- Sýrie
  -  Řád Umajjovců I. třídy – 15. listopadu 1959
- Španělsko
  -  velkokříž Kříže za vojenské zásluhy s bílým odznakem – 22. června 1956 – udělil Francisco Franco[14]
- Thajsko
  -  Řád Mahá Čakrí – 15. prosince 1954[15]